# KT&G
KT&G (oprindeligt "Korea Tobacco & Ginseng" og senere "Korea Tomorrow & Global Corporation", Korean : 한국담배인삼공사, Hanguk Dambae Insam Gongsa, KRX: 033780

) er den største tobaksvirksomhed i Sydkorea med en årlig omsætning på over 2 mia. US $. KT&G var oprindeligt et statsejet monopol, men er i dag en privatejet og børsnoteret virksomhed som kæmper om markedandele med verdensmarkedets største virksomheder så som Benson & Hedges, Philip Morris International, British American Tobacco, Gallaher Group og Japan Tobacco. KT&G’s andel af salget på det sydkoreanske marked udgjorde i 2009 i alt 62 %.
KT&G populære cigaretmærker inkluderer: The One, Indigo, Arirang, This, This Plus, Zest, Esse, Raison og Lo Crux. Internationalt satser virksomheden især på mærket Esse i Rusland og på andre østeuropæiske markeder.
KT&G har også datterselskaber indenfor andre områder så som en ginseng virksomhed, et medicinalfirma og flere ventures indenfor bioteknologi. Koncernens hovedkvarter er i byen Daejeon.

## Tobaksmærker
- Carnival (udenrigs, primært i USA)
- Pine (udenrigs)
- Bohem Cigar No.1
- Bohem Cigar No.3
- Bohem Cigar No.5
- Bohem Cigar No.6
- Bohem Cigar Mojito
- Bohem Cigar Mini
- Cloud9
- Cloud9 1 mg
- Esse Special Gold
- Esse Blend IN 3
- Esse One
- Esse Field
- Esse Menthol
- Esse Lights premium cigaretter
- Esse Classic
- Esse Soon 0.5
- ESSE presso
- The One fresh
- The One 1
- The One 0.5
- Raison Red
- Raison Blue
- Raison Black
- Raison Fresh
- Indigo
- Arirang
- Y 1mm
- Y 3mm
- Ents 1mm
- Lo Crux
- Lo Crux M
- Wind
- Zest
- Vision
- Humming Time
- Timeless TIME Light
- Timeless TIME
- Simple
- Doraji Yeon
- RICH
- THIS
- THIS plus
- timeless TIME (udenrigs, primært i USA)
- Hanaro
- Lilic
- Lilac Menthol
- Rose
- Hallasan
- Eighty eight light
- Black Jack
- Hoopa (ophørt)
- Edge